# Fissidens flaccidus
Fissidens flaccidus là một loài Rêu trong họ Fissidentaceae. Loài này được Mitt. mô tả khoa học đầu tiên năm 1860.